# Vicolo dello Scandalo
Il vicolo dello Scandalo è un tortuoso vicolo del centro storico di Firenze che taglia un isolato di edifici tra via del Corso e via degli Alighieri.

## Storia e descrizione

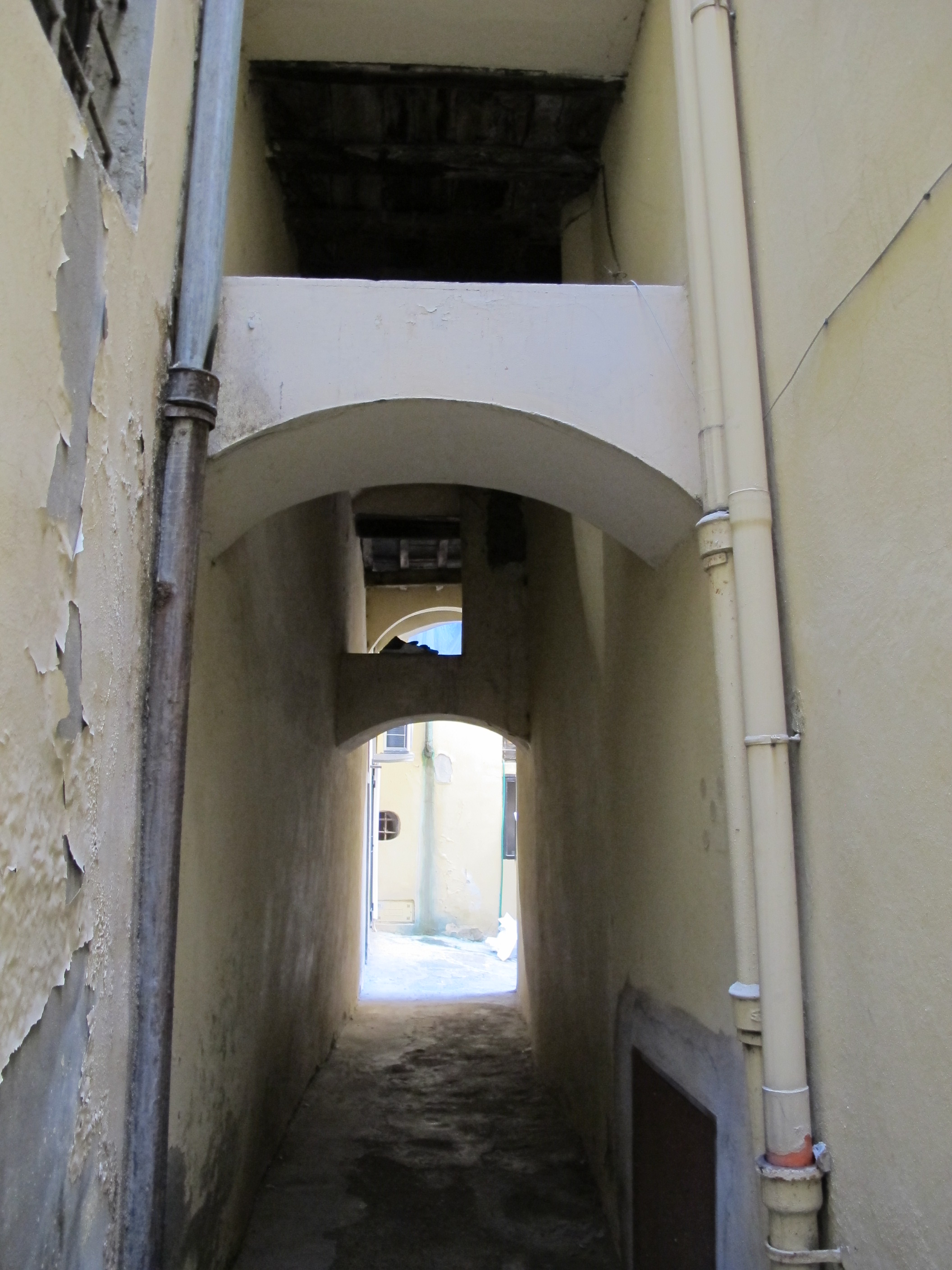
Vicolo dello Scandalo

Il vicolo, ufficialmente detto del Panìco, fu costruito nella prima metà del XIV secolo su ordine della magistratura fiorentina, per cercare di arginare l'insostenibile situazione di pericolo dovuta alla vicinanza tra le famiglie dei Cerchi e dei Donati, dalla cui rivalità erano nate le fazioni dei guelfi bianchi e neri.
Queste due famiglie erano acerrimamente in lotta tra di loro e il fatto di avere le proprie case confinanti faceva temere che si arrivasse al punto di abbattere i muri interni di notte per sorprendere i nemici nel sonno. Per questo fu deliberato di separare le rispettive proprietà attraverso un vicoletto che per via della sua funzione fu popolarmente chiamato dello Scandalo. Per avere un'idea di dove si trovassero le case dei Cerchi e dei Donati, si possono ancora vedere alcune torri pertinenti alle due famiglie, sebbene le proprietà familiari (o meglio delle rispettive consorterie cioè gruppi di famiglie alleate) fossero notevolmente più estese.
Oggi il nome di vicolo del Panico (il panico è una graminacea) è dato a un vicolo cieco che va da via Pellicceria. La ridenominazione di quello che era l'antico chiasso di Capaccio risale all'Ottocento, quando, secondo Guido Carocci, "c'era disponibile il nome di vicolo del Panico appartenente a una stradella soppressa che andava dal Corso alla strada di fianco a San Martino e lo applicarono al chiasso di Capaccio [...] alterando così l'autenticità della storia".